# Antapani Kidul
Antapani Kidul is een bestuurslaag in het regentschap Kota Bandung van de provincie West-Java, Indonesië. Antapani Kidul telt 24.479 inwoners (volkstelling 2010).